# Okręgi administracyjne i dzielnice Berlina

Podział administracyjny Berlina

Okręgi administracyjne i dzielnice Berlina – Berlin jako miasto na prawach kraju związkowego składa się z dwunastu okręgów administracyjnych (Bezirk) na prawach miejskich, które dzielą się na 96 dzielnic (Ortsteil).

## Podział administracyjny
Do roku 2000 istniały w Berlinie 23 okręgi administracyjne. W trakcie ostatniej reformy administracyjnej w 2001, zmniejszono ich liczbę przez łączenie dwóch lub trzech okręgów, do 12. Jako że okręgi administracyjne: Spandau, Reinickendorf i Neukölln, posiadały już przeszło 250 000 mieszkańców, nie zostały zreformowane. Od 2002 istniało 90 dzielnic, których nazwy widniały na kierunkowskazach oraz tabliczkach przy drogach dojazdowych (zielone prostokątne tabliczki z żółtymi napisami; w niektórych okręgach np. Treptow-Köpenick, widnieją na nich stare i dzisiaj nieważne nazwy okręgów i dzielnic). Przez wydzielenie dalszych dzielnic (jak ostatnio w Charlottenburg-Wilmersdorf), ich liczba wzrosła do 96 w 2012 r.
Okręgi administracyjne Mitte oraz Friedrichshain-Kreuzberg to jedyne, które powstały z połączenia dzielnic Berlina zarówno Wschodniego, jak i Zachodniego.
Niniejsza lista informuje o:
- nazwie okręgu administracyjnym z numerem rozpoznawczym (Bezirk)
- 211. dzielnicach danego okręgu z numerami rozpoznawczymi (Ortsteil)
- powierzchni w km² danego okręgu
- gęstości zaludnienia danego okręgu (mieszkańcy/km²)
- nazwisku i przynależności partyjnej burmistrza danego okręgu
- położeniu danego okręgu

|     | Bezirk                     | Ortsteil | Powierzchnia (km²) | Liczba mieszkańców (15 maja 2022) | Gęstość zaludnienia (15 maja 2022) | Burmistrz                              | Mapa |
| --- | -------------------------- | --- | ------------------ | --------------------------------- | ---------------------------------- | -------------------------------------- | ---- |
| 1.  | Mitte                      | 0101 Mitte 0102 Moabit 0103 Hansaviertel 0104 Tiergarten 0105 Wedding 0106 Gesundbrunnen | 39,47              | 357 322                           | 9 053                              | Stefanie Remlinger (Sojusz 90/Zieloni) |      |
| 2.  | Friedrichshain-Kreuzberg   | 0201 Friedrichshain 0202 Kreuzberg | 20,16              | 264 170                           | 13 104                             | Clara Herrmann (Sojusz 90/Zieloni)     |      |
| 3.  | Pankow                     | 0301 Prenzlauer Berg 0302 Weißensee 0303 Blankenburg 0304 Heinersdorf 0305 Karow 0306 Stadtrandsiedlung Malchow 0307 Pankow 0308 Blankenfelde 0309 Buch 0310 Französisch Buchholz 0311 Niederschönhausen 0312 Rosenthal 0313 Wilhelmsruh                           | 103,01             | 400 507                           | 3 888                              | Cordelia Koch (Sojusz 90/Zieloni)      |      |
| 4.  | Charlottenburg-Wilmersdorf | 0401 Charlottenburg 0402 Wilmersdorf 0403 Schmargendorf 0404 Grunewald 0405 Westend 0406 Charlottenburg-Nord 0407 Halensee | 64,72              | 317 079                           | 4 899                              | Kirstin Bauch (Sojusz 90/Zieloni)      |      |
| 5.  | Spandau                    | 0501 Spandau 0502 Haselhorst 0503 Siemensstadt 0504 Staaken 0505 Gatow 0506 Kladow 0507 Hakenfelde 0508 Falkenhagener Feld 0509 Wilhelmstadt | 91,91              | 237 759                           | 2 587                              | Frank Bewig (CDU)                      |      |
| 6.  | Steglitz-Zehlendorf        | 0601 Steglitz 0602 Lichterfelde 0603 Lankwitz 0604 Zehlendorf 0605 Dahlem 0606 Nikolassee 0607 Wannsee | 102,50             | 295 130                           | 2 879                              | Maren Schellenberg (Sojusz 90/Zieloni) |      |
| 7.  | Tempelhof-Schöneberg       | 0701 Schöneberg 0702 Friedenau 0703 Tempelhof 0704 Mariendorf 0705 Marienfelde 0706 Lichtenrade | 53,09              | 331 332                           | 6 241                              | Jörn Oltmann (Sojusz 90/Zieloni)       |      |
| 8.  | Neukölln                   | 0801 Neukölln 0802 Britz 0803 Buckow 0804 Rudow 0805 Gropiusstadt | 44,93              | 305 405                           | 6 797                              | Martin Hikel (SPD)                     |      |
| 9.  | Treptow-Köpenick           | 0901 Alt-Treptow 0902 Plänterwald 0903 Baumschulenweg 0904 Johannisthal 0905 Niederschöneweide 0906 Altglienicke 0907 Adlershof 0908 Bohnsdorf 0909 Oberschöneweide 0910 Köpenick 0911 Friedrichshagen 0912 Rahnsdorf 0913 Grünau 0914 Müggelheim 0915 Schmöckwitz | 168,42             | 275 537                           | 1 636                              | Oliver Igel (SPD)                      |      |
| 10. | Marzahn-Hellersdorf        | 1001 Marzahn 1002 Biesdorf 1003 Kaulsdorf 1004 Mahlsdorf 1005 Hellersdorf | 61,74              | 270 010                           | 4 373                              | Nadja Zivkovic (CDU)                   |      |
| 11. | Lichtenberg                | 1101 Friedrichsfelde 1102 Karlshorst 1103 Lichtenberg 1104 Falkenberg 1106 Malchow 1107 Wartenberg 1109 Neu-Hohenschönhausen 1110 Alt-Hohenschönhausen 1111 Fennpfuhl 1112 Rummelsburg                                                                             | 52,29              | 290 814                           | 5 562                              | Martin Schaefer (CDU)                  |      |
| 12. | Reinickendorf              | 1201 Reinickendorf 1202 Tegel 1203 Konradshöhe 1204 Heiligensee 1205 Frohnau 1206 Hermsdorf 1207 Waidmannslust 1208 Lübars 1209 Wittenau 1210 Märkisches Viertel 1211 Borsigwalde                                                                                  | 89,46              | 252 941                           | 2 827                              | Emine Demirbüken-Wegner (CDU)          |      |